# パチ王伝
『パチ王伝』（パチおうでん）は、2008年10月1日からTVQ九州放送で水曜26時台に放送されているパチンコ・パチスロ番組である。2008年6月まで福岡放送で『パチ王』のタイトルで放送されていたが、同年10月にTVQでリニューアルスタートした。

## 番組内容
レギュラー出演者と一般からの参加者たちが、スポンサーホールでパチンコ・パチスロの実戦を行う。

## 出演者
- 司会：波田陽区（パチ王）
- 解説：川村龍二（ドラゴン）・日下部康彦（カベ兄ぃ）
- レギュラー：なつこ・ゆみ・ゆう
- 制作・著作：創映株式会社

## 熊本版
テレビ熊本でも2009年8月6日から熊本版『パチ王伝』が木曜25時台に放送されている。出演者は福岡版と同じであるが、司会は長木真琴が務めている。